# J. R. 라미레스
J. R. 라미레스(J. R. Ramirez, 1980년 10월 8일 ~ )는 쿠바의 배우이다. 드라마 《제시카 존스》에서 오스카르 아로초 역으로 잘 알려져 있다.
라미레스는 쿠바 마탄사스에서 태어났으며, 어렸을 때 미국으로 이주하여 플로리다주 탬파에서 자랐다.